# Los demonios de Berlín
Los demonios de Berlín es una novela de Ignacio del Valle publicada por la editorial Alfaguara en 2009. Obtuvo el Premio de la Crítica de Asturias 2010.
Está ambientada en 1945, en el Berlín inmediatamente anterior al final de la Segunda Guerra Mundial, en los días de la llamada batalla de Berlín, cuando la capital alemana estaba cercada por las tropas soviéticas de Gueorgui Zhúkov. La única esperanza de victoria militar por parte del bando nazi radicaba en las Wunderwaffen, una nueva generación de armas de diverso tipo que se buscaba desarrollar a toda prisa, incluyendo la bomba atómica.
Del Valle tardó varios años en documentarse y contó con la ayuda de la germanista Rosa Sala Rose.